# Salvatore Fresi
Salvatore Fresi (La Maddalena, 18 gennaio 1973) è un ex calciatore italiano, di ruolo difensore.

## Caratteristiche tecniche
Tecnicamente dotato, poteva ricoprire sia il ruolo di libero sia quello di centrale di centrocampo, sebbene quest'ultima collocazione gli fosse meno congeniale. Era abile nel gioco aereo, ma un po' lento nei movimenti. 

## Carriera

### Club
Dopo esperienze giovanili a Firenze ,Foggia e Arzachena, paese dove è nato e cresciuto, disputò il primo campionato professionistico con la Salernitana in Serie C1 1993-1994, conquistando la promozione in Serie B. A fine stagione fu convocato in Nazionale Under-21.
Dopo un campionato di Serie B in cui la squadra granata arrivò quinta a 5 punti dalla promozione (1994-1995), fu acquistato per 7 miliardi di lire dall'Inter, con cui giocò fino al 1998 vincendo una Coppa UEFA.
Nel 1998-1999 tornò in prestito a Salerno e subì la retrocessione in Serie B. Poi giocò poche partite con l'Inter. Vestì quindi le maglie di Napoli e Bologna, con cui tornò a giocare con regolarità e realizzò 8 gol in 25 presenze. Ingaggiato dalla Juventus, fu utilizzato come riserva; vinse uno scudetto (2002-2003) e due Supercoppe italiane (2002 e 2003).
Vestì ancora le maglie di Perugia, Catania e ancora Salernitana, che seguì in C1 dopo il fallimento. Passò alla Battipagliese, in Eccellenza, per disputare quella che doveva essere l'ultima stagione della sua carriera. Due anni dopo, però, scelse di tornare ad indossare gli scarpini, e disputò una nuova stagione col Vigor Paolo Masullo Campano, squadra di Seconda Categoria del salernitano.

### Nazionale
Campione d'Europa con l'Italia under 21 nel 1996, conta 17 presenze e una rete nelle file degli azzurrini. Con la selezione olimpica ha preso parte ai Giochi del 1996, ottenendo tre presenze.
Durante la sua militanza nell'Inter è stato convocato per tre volte in nazionale A, tra il 1997 e il 1998, senza scendere in campo.

## Statistiche

### Presenze e reti nei club
| Stagione           | Squadra            | Campionato         | Campionato | Campionato | Coppe nazionali | Coppe nazionali | Coppe nazionali | Coppe continentali | Coppe continentali | Coppe continentali | Altre coppe | Altre coppe | Altre coppe | Totale | Totale |
| Stagione           | Squadra            | Comp               | Pres       | Reti       | Comp            | Pres            | Reti            | Comp               | Pres               | Reti               | Comp        | Pres        | Reti        | Pres   | Reti   |
| ------------------ | ------------------ | ------------------ | ---------- | ---------- | --------------- | --------------- | --------------- | ------------------ | ------------------ | ------------------ | ----------- | ----------- | ----------- | ------ | ------ |
| 1993-1994          | Salernitana        | C1                 | 34         | 3          | CI+CI-C         | 1+?             | 0               | -                  | -                  | -                  | -           | -           | -           | 35+    | 3      |
| 1994-1995          | Salernitana        | B                  | 34         | 0          | CI              | 1               | 0               | -                  | -                  | -                  | -           | -           | -           | 35     | 0      |
| 1995-1996          | Inter              | A                  | 30         | 0          | CI              | 5               | 0               | CU                 | 2                  | 0                  | -           | -           | -           | 37     | 0      |
| 1996-1997          | Inter              | A                  | 29         | 1          | CI              | 5               | 0               | CU                 | 10                 | 0                  | -           | -           | -           | 44     | 1      |
| 1997-1998          | Inter              | A                  | 16         | 0          | CI              | 2               | 0               | CU                 | 5                  | 0                  | -           | -           | -           | 23     | 0      |
| ago.-set. 1998     | Inter              | A                  | 1          | 0          | CI              | 1               | 0               | UCL                | 1+2                | 0                  | -           | -           | -           | 5      | 0      |
| ott. 1998-1999     | Salernitana        | A                  | 27         | 3          | CI              | -               | -               | -                  | -                  | -                  | -           | -           | -           | 27     | 3      |
| 1999-2000          | Inter              | A                  | 9+1        | 0          | CI              | 4               | 0               | -                  | -                  | -                  | -           | -           | -           | 14     | 0      |
| Totale Inter       | Totale Inter       | Totale Inter       | 85+1       | 1          |                 | 17              | 0               |                    | 20                 | 0                  |             | -           | -           | 123    | 1      |
| 2000-2001          | Napoli             | A                  | 23         | 1          | CI              | 1               | 0               | -                  | -                  | -                  | -           | -           | -           | 24     | 1      |
| 2001-2002          | Bologna            | A                  | 25         | 8          | CI              | 2               | 0               | -                  | -                  | -                  | -           | -           | -           | 27     | 8      |
| 2002-2003          | Juventus           | A                  | 9          | 1          | CI              | 4               | 0               | UCL                | 3                  | 0                  | SI          | 0           | 0           | 16     | 1      |
| ago.-dic. 2003     | Juventus           | A                  | 0          | 0          | CI              | 1               | 0               | UCL                | 0                  | 0                  | SI          | 0           | 0           | 1      | 0      |
| Totale Juventus    | Totale Juventus    | Totale Juventus    | 9          | 1          |                 | 5               | 0               |                    | 3                  | 0                  |             | 0           | 0           | 17     | 1      |
| gen.-giu. 2004     | Perugia            | A                  | 11+2       | 2          | CI              | 0               | 0               | Int+CU             | -+2                | -+0                | -           | -           | -           | 15     | 2      |
| 2004-gen. 2005     | Catania            | B                  | 6          | 0          | CI              | 0               | 0               | -                  | -                  | -                  | -           | -           | -           | 6      | 0      |
| gen.-giu. 2005     | Salernitana        | B                  | 4          | 0          | CI              | -               | -               | -                  | -                  | -                  | -           | -           | -           | 4      | 0      |
| Totale Salernitana | Totale Salernitana | Totale Salernitana | 95         | 6          |                 | 2+              | 0               |                    | -                  | -                  |             | -           | -           | 97+    | 6      |
| 2005-2006          | Battipagliese      | Ecc                | 16         | 5          | -               | -               | -               | -                  | -                  | -                  | -           | -           | -           | 16     | 5      |
| Totale carriera    | Totale carriera    | Totale carriera    | 273        | 24         |                 | 27+             | 0               |                    | 25                 | 0                  |             | 0           | 0           | 325+   | 24     |

## Palmarès

### Club

#### Competizioni nazionali
- Campionato italiano: 1

Juventus: 2002-2003
- Supercoppa italiana: 2

Juventus: 2002, 2003

#### Competizioni internazionali
- Coppa UEFA: 1

Inter: 1997-1998

### Nazionale
- Campionato d'Europa Under-21: 1

Spagna 1996